# Yūya Uchida
Yūya Uchida (内田 裕也?, Uchida Yūya; Kōbe, 17 novembre 1939 – Tokyo, 17 marzo 2019) è stato un cantante e attore giapponese.

## Biografia
Uchida lasciò la scuola a 17 anni e cominciò la sua carriera musicale nel 1957. Nel 1966 fu tra gli artisti in apertura del concerto dei Beatles al Budokan di Tokyo, in occasione del debutto del primo tour della band in Giappone. In seguito formò il gruppo musicale di rock psichedelico Yuya Uchida & The Flowers', noto successivamente come Flower Travellin’ Band.

### Vita privata
Yūya Uchida sposò l'attrice Kirin Kiki nel 1973. La coppia ebbe una figlia, Yayako Uchida (内田也哉子?, Uchida Yayako), sposata con l'attore Masahiro Motoki (celebre in Occidente per aver recitato il ruolo del protagonista del film Departures), che venne adottato nella famiglia Uchida come mukoyōshi.

## Discografia parziale

### Album
- Challenge! (1969), Yuya Uchida & The Flowers
- Rock'n Roll Carnival (1973), Flower Travellin’ Band
- Hollywood (1975), Yuya Uchida e The Ventures
- A Dog Runs (1978)

## Filmografia parziale
- Ejiki di Kōji Wakamatsu (1979)
- Una piscina senz'acqua di Koji Wakamatsu, (1982)
- Furyo di Nagisa Ōshima (1983)
- Black Rain - Pioggia sporca (Black Rain), regia di Ridley Scott (1989)
- Erotic Liaisons di Koji Wakamatsu (1992)
- Izo di Takashi Miike (2004)